# Faryngeaal kaakapparaat

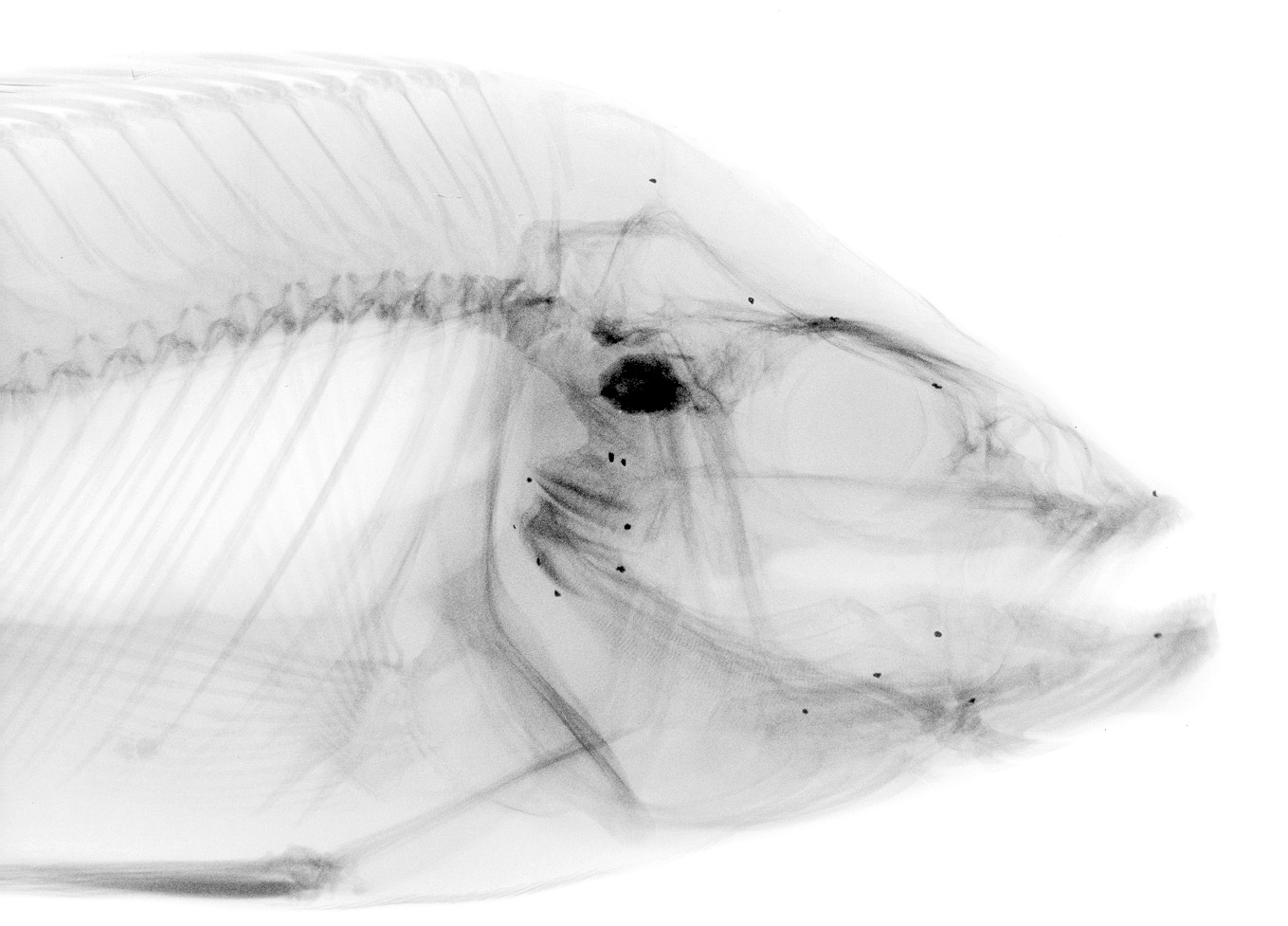
Röntgenfoto van de kop van Oreochromis niloticus, een cichlidesoort. De faryngeale kaken zijn duidelijk zichtbaar, in het centrum van de foto. De zwarte puntjes zijn kleine loden bolletjes in verschillende beenelementen, aangebracht voor wetenschappelijk onderzoek naar de bewegingen van de faryngeale kaken tijdens de voeding

Het faryngeaal kaakapparaat is het geheel van faryngeale kaken en de bespiering ervan bij een groot aantal soorten beenvissen (Teleostei).  De faryngeale kaken (ook wel keelkaken genoemd) bevinden zich in de keelholte (Farynx) van de vis; deze kaken zijn dan ook niet van buitenaf zichtbaar. 

## De voedselverwerking bij vissen met faryngeale kaken
De meeste vissen voeden zich met behulp van de zogenaamde zuigvoeding: door een snelle uitzetting van de kieuwdeksels, gelijktijdig met het openen van de gewone, "orale" kaken (de mond) wordt het voedsel in de mondholte binnengezogen.  Daarna wordt het voedsel meestal zo snel mogelijk "ingeslikt" (=in het darmstelsel getransporteerd).  Hierbij spelen de kaken van het faryngeaal kaakapparaat een grote rol: door cyclische voor- en achterwaartse bewegingen van deze kaken wordt het voedsel in de slokdarm geduwd. Bij een aantal vissoorten wordt het voedsel echter door de faryngeale kaken geplet of vermalen, bv. bij slakkenetende cichlidensoorten.  Bij deze vissoorten zijn de faryngeale kaken voorzien van stevige maaltanden die het kraken of pletten van het voedsel mogelijk maken.

## Evolutie van de faryngeale kaken
De faryngeale kaken zijn in de loop van de evolutie van de beenvissen ontstaan uit bepaalde beenelementen van de kieuwbogen.  Bij veel vissoorten zijn de kieuwbogen (die in principe alleen dienen als ondersteuning voor de kieuwen) voorzien van kleine tandjes die het transport (inslikken) van het voedsel moeten vergemakkelijken of helpen om de prooi vast te houden: dit kan worden beschouwd als de "primitieve" situatie in de evolutie van de faryngeale kaken.  Bij vele vissoorten ontwikkelden zich uit deze situatie echte kaken, waarbij de elementen van de kieuwbogen waaruit de kaken zich ontwikkelden hun oorspronkelijke functie (ademhaling) verloren.  Bij vele families van beenvissen ontwikkelden op deze manier 2 "onderste" faryngeale kaken en twee "bovenste" faryngeale kaken, vlak voor de ingang van de slokdarm, waarmee het voedsel niet alleen gemakkelijk kan worden getransporteerd in de slokdarm, maar die ook worden gebruikt om het voedsel eerst te vermalen.  Beenvisfamilies die faryngeale kaken ontwikkelden zijn o.a. de Cichliden en de Labridae (lipvissen).